# Lithocharis fuscipennis
Lithocharis fuscipennis är en skalbaggsart som beskrevs av Ernst Gustav Kraatz 1859. Lithocharis fuscipennis ingår i släktet Lithocharis, och familjen kortvingar. Arten har ej påträffats i Sverige.